# بهاء الدين المقدسي
بَهَاءُ الدِّينِ أَبُو مُحَمَّدٍ عَبْدُ الرَّحْمَنِ بْنُ إِبْرَاهِيمَ بْنِ أَحْمَدَ بْنِ عَبْدِ الرَّحْمَنِ بْنِ إِسْمَاعِيلَ بْنِ مَنْصُورٍ الْمَقْدِسِيُّ الدِّمَشْقِيُّ الصَّالِحِيُّ الْحَنْبَلِيُّ ويُعرف اختصارًا بـ بهاء الدين المقدسي (555 – 7 ذو الحجة 624هـ / 1161 – 19 نوفمبر [تشرين الثاني] 1227م)، فقيه حنبلي ومحدث.

## سيرته
ولد البهاء بقرية الساوية، من أعمال نابلس في فلسطين في سنة 555 هـ.
وبعد سيطرة الفرنج على بلاد فلسطين، هاجر والد البهاء إلى دمشق برفقة ابنه عبد الرحمن سرًا خوفًا منهم. ثم سافر إلى مصر بحثا عن التجارة. توفيت والدة البهاء وهو دون سن البلوغ، واهتمت به عمته فاطمة زوجة أبي عمر شقيق الموفق، وقامت بتربيته. نشأ البهاء في حالة أشبه باليتم تحت رعاية آل قدامة.
وأمه ست النظر بنت أبي المكارم. وجدته من جهة أبيه هي أخت محمد والد الشيخين أبي عمر والموفق ابني قدامة. ومن أعمامه عبد الواحد والد الحافظ ضياء الدين المقدسي، وعمته فاطمة أم عمر وهي زوجة أبي عمر شقيق الموفق بن قدامة. وتزوج البهاء من ابنة عمه زينب بنت عبد الواحد. ولد للبهاء ولدان، محمد وإبراهيم.
كان يؤم بمسجد الحنابلة بنابلس ثم انتقل إلى دمشق. وسمع بها وببغداد. وانصرف في آخر عمره إلى الحديث. وكتب منه الكثير. وحدث بنابلس والشام وتوفي في 7 ذي الحجة سنة 624 هـ، ودفن من يومه بسفح قاسيون.

## مؤلفاته
- العدة شرح العمدة.
- شرح المقنع.
- المنتقى من حديث أبي بكر بن الهيثم الأنباري.
- حديث عيسى بن مريم والطير والضب.
- مشيخة البهاء المقدسي.